# داركست دانجن
داركست دانجن (بالإنجليزية: Darkest Dungeon)‏ ، هي لعبة إلكترونية من نوع تقمص الأدوار، صدرت بتاريخ 19 يناير 2016م على نظام مايكروسوفت ويندوز، وسيصدر لأحقاً لأنظمة التشغيل الأخرى.

## وصلة خارجية
- الموقع الرسمي